# Бобровский, Борис Павлович
Борис Павлович Бобровский (7 января 1868, Полтава — ?.?. 1919, Киев) — генерал-поручик российской и украинской армии.

## Биография

### На службе Российской армии
Родился в семье статского советника.
В 1885 году окончил Петровский-Полтавский кадетский корпус через 8 лет окончил Николаевскую академию Генерального штаба в Санкт-Петербурге.
С 1904 по 1905 года участвовал в Русско-японской войне.
С 1911 получил чин генерал-майора, и был переведен в Генеральный штаб.
Участвовал в Первой мировой войне на Северо-Западном фронте.

### На службе Украинской Народной Республике
После появления УЦР поднял восстания в латвийском городке Двинске (сейчас Даугавпилс) (1917).
После Октябрьской революции прибыл в Киев, где возглавил Украинский Генеральный штаб.
В 1918 был расстрелян войсками Красной армии под командованием Муравьева, во время захвата Киева.

## Семья
Отец Павел Григорьевич Бобровский — статский советник.
Мать Любовь Яковлевна Бобровская.
Было три брата и две сестры.

## Награды
Орден Святого Владимира — 1-й и 2-й степени
Орден Святой Анны — 1-й; 2-й и 3-й степени
Орден Святого Станислава — 1-й; 2-й и 3-й степени